# 綾瀬母子殺人事件
綾瀬母子殺人事件（あやせぼしさつじんじけん）とは1988年（昭和63年）11月16日、東京都足立区綾瀬で発生した母子強盗殺人事件である。
誤認逮捕され家庭裁判所に送致された3人の被疑者は少年審判で不処分（刑事裁判の無罪に相当）の決定を受けた。

## 事件と捜査
1988年11月16日に東京都足立区綾瀬で母（36歳）と子（7歳）が殺害され金品が強奪された。警視庁は翌年の1989年4月25日に、事件現場である被害者の自宅の近所に在住する（または事件当時に在住していた）A（当時16歳）・B（当時15歳）・C（当時15歳）の3人を被疑者として逮捕した。

### 自白までのいきさつ
誤認逮捕された少年3人は、事件後に好奇心から事件現場である被害者の自宅を見物に行き、聞き込み捜査中の刑事から被疑者に関する情報を知っているかと質問された時に、他人に注目されたいという動機で、事件現場である被害者の自宅で不審な人物を見たと虚偽の供述をした。
警察官は少年3人の不審人物に関する供述が不自然であったため、事件当時は不登校の状態で犯行現場での不在証明が無いという理由で母子強盗殺人犯人であるとして少年3人を被疑者と見なした。
警察官は被疑者と見なした少年3人に警察署への任意同行を求め、少年の保護者への連絡も無く、警察署内で深夜まで尋問した。警察官は被疑者の少年3人母子を殺害し強盗をしたとの供述を誘導・強要した結果、被疑者3人に母子強盗殺人をしたとの自白をさせ、警察官の意向に合致した供述調書を作成するとともに、被疑者の少年3人を逮捕した。

### 自白後の処遇
1989年5月16日、検察官は、Aは主導的立場の殺人実行犯と見なして逆送致による刑事処分、Bは従属的立場の殺人実行犯と見なして長期の少年院送致、Cは従属的立場の幇助犯と見なして短期の少年院送致が適切な処遇であるとの意見を付けて、3人を家庭裁判所に送致し、3人の身柄は警察の留置場から少年鑑別所に移管された。

## 少年審判
この事件の被疑者3人の少年審判には、日本弁護士連合会の子どもの人権弁護団の吉峯康弘、木下淳博、羽倉佐知子、村山裕、栄枝明典、安部井上、若穂井透、須納瀬学、森野嘉郎の9人の弁護士が付添人になった。
少年審判ではA・B・Cの3人は、捜査段階では刑事司法制度や社会に関する知識や経験の乏しさを警察官に付け込まれ誘導されて、母子を殺害したと虚偽の供述をさせられたが、自分はこの事件には何の関係も無く無実であると主張した。
1989年6月9日、東京家庭裁判所はA・B・Cの3人に対して、鑑別所送致を取り消し、在宅観護に変更する措置を決定し、少年3人は逮捕から46日後に釈放された。
1989年9月12日、東京家庭裁判所はA・B・Cの3人に対して、物証が不一致であることと、被疑者3人が事件当時に事件現場に不在だった証明により、検察官の主張は証拠能力が無く、供述の任意性も信用性も無く、真実ではないと判断し、A・B・Cと付添人の弁護人の主張のとおり、少年3人は無実であると判断して、刑事裁判の無罪に相当する不処分の決定をした。

### 証拠の不一致と無実の証拠
警察官が被疑者の少年を誘導し、自白を強要して供述させた供述調書では、母親は電話機のコードで絞殺し、子は幅が約3cmの表面が粗い素材で粗い織り目のベルトで絞殺したと供述している。司法鑑定医師の検死報告書によると、被害者の殺害方法は2人とも絞殺である。母子の遺体から検出された索条痕は表面が粗い素材で粗い織り目のベルト条の索条痕であり、被疑者の供述調書に記載されている電話のコードの索条痕と一致せず、遺体の頚部には皮膚の剥離が検出されたが、供述調書で母親の殺害に使用したと主張する電話機のコードからは、遺体から剥離した皮膚は検出されていない。供述調書で子の遺体から検出された索条痕と殺害に使用したと主張するベルトの索条痕は一致せず、ベルトからは死体遺体から剥離した皮膚は検出されていない。被疑者の供述調書で、母子を殺害したと記載されている部屋からは、被害者が殺害されたときに生じる尿の失禁の痕跡は検出されていない。
被疑者の供述調書で、警察がAの自宅を家宅捜索した時に押収したハンドバッグとブローチは、Aが犯行時に被害者宅からハンドバッグとハンドバッグの中に入っていたブローチを盗んだものであると記載されているが、ブローチは事件の5か月後に塗装店の旅行時に静岡県の伊豆の旅館で購入したものであり、ハンドバッグが被害者の所有物だったとの証明は無い。
被疑者の供述調書で、Cは被害者の自宅の玄関で見張りをしていたと記載されているが、Cが働いていた塗装店の勤務記録では、Cは事件当日出勤していたことが記録されていた。Cが働いていた塗装店の従業員は少年審判で事件当日はCとともに勤務していたと供述した。警察は事件当日はCとともに勤務していたと少年審判で供述した塗装店の従業員に対して、Cの出勤記録は事実ではないと供述するように強要し、Cの出勤記録は事実ではないと供述しなければ、偽証罪で逮捕すると脅迫した。
被疑者の供述調書で、AとBが犯行時に使用したと記載されている手袋、携帯していたと記載されているナイフ、殺害の方法と絞殺に使用したもの、AとBのどちらが母子のどちらを殺害したのか、被害者宅から盗んだ物品、事件当日にCが事件現場にいたのか塗装店の仕事中だったかなど、犯行に関する被疑者の供述は、短期間で何度も変遷し、最初の調書と最後の調書では供述が著しく変化していた。これは警察官が被疑者による犯行とするために整合性を合わせるためであった。

### 杜撰な捜査と起訴
前記の諸事実から、被疑者A・B・Cが犯人でないことは物証の不一致とCの勤務記録により証明されていた。警察が逮捕した3人の被疑者全員に、この事件の犯人であることを証明する物証が無く、誘導と自白強要により上記の事件の犯行を認めた供述調書だけが唯一の証拠であった。しかし、捜査機関は物証の不一致と勤務記録という、A・B・Cが犯人でない証拠を無視していた。

## 冤罪による影響
警察官がA・B・Cの3人の犯行であるとの先入観と思い込みに基づいて、被疑者の少年3人の刑事司法制度や社会に関する知識や経験の乏しさに付け込んで、自白を誘導・強要して供述調書を作成し、検察官は警察官が捏造した供述調書の不整合を検証せずに追認し、物証の不一致という証拠も無視して家裁送致した。結果として不処分にはなったが、少年3人の被疑者に46日間の身柄拘束され、5ヶ月間は被疑者として扱われた。
逮捕と家裁送致により、警察はその後は捜査を行わなかった。結局、その後、捜査機関は再捜査を行わず、母子強盗殺害事件の真犯人を発見することなく、2003年11月16日に公訴時効が成立している。

## 備考
女子高生コンクリート詰め殺人事件の主犯格だった少年（当時18歳）は、別の強姦事件で逮捕されて取調べを受けた際、捜査員から「人を殺しちゃだめじゃないか」と言われた。捜査員は少年がこの母子殺害事件の犯人ではないかと疑っていたが、少年は共犯者が自供したと勘違いして自らの犯行を自供し、事件が発覚した。